# Tíbia
As tíbias, mais conhecidas como ossos da canela, na anatomia humana, são ossos longos localizados entre os pés e os joelhos. Sua cabeça articula com o fêmur através de ligamentos em menisco, lateralmente com a fíbula e na extremidade inferior com os tarsos (ossos do pé).
Nos vertebrados tetrápodes, é considerada "perna" apenas a parte das extremidades inferiores que fica abaixo do joelho. A tíbia está localizada na parte anterior da perna, formando o que é chamado popularmente "canela".
No homem adulto, com uma média de 43 cm, é o segundo maior osso do esqueleto, sendo o primeiro o fêmur com uma média de 50 cm. A extremidade superior articula-se com a patela e o fêmur, formando o joelho; lateralmente, nas duas extremidades, articula-se com a fíbula e inferiormente com o tálus. Sua forma é prismóide, com um prolongamento em cima, onde entra no conjunto do joelho, no terço inferior. Nos homens, a direção é vertical e paralela ao osso do lado oposto; já nas mulheres tem uma direção ligeiramente oblíqua para baixo e para o lado, a fim de compensar a maior obliquidade do fêmur.
Nas aves, a tíbia e a fíbula encontram-se parcialmente fundidas.
A tíbia tem um corpo e duas extremidades.